# Senioren Partij Maastricht
De Senioren Partij Maastricht, in de media ook wel aangeduid als Seniorenpartij of als SPM, is een Nederlandse lokale politieke partij uit Maastricht. De partij werd opgericht in 1978 onder de naam Gepensioneerden en Bejaardenpartij Maastricht. Bij de gemeenteraadsverkiezingen van 2018 haalde de partij vijf zetels. Oudgediende John Steijns (hij was van 1986 tot 1990 gemeenteraadslid voor de PvdA en tussen 2002 en 2015 voor Stadsbelangen Mestreech) is fractievoorzitter.   
De partij is met één wethouder vertegenwoordigd in het college van burgemeester en wethouders. De Senioren Partij Maastricht heeft geen uitgesproken politieke kleur. En anders dan de naam zou kunnen doen vermoeden richt de partij zich niet uitsluitend op senioren. Sinds 2018 presenteert de partij zich in al haar uitingen als 'een brede stadspartij, die opkomt voor de belangen van alle Maastrichtenaren'.